# الأزمة المالية 2007–2008

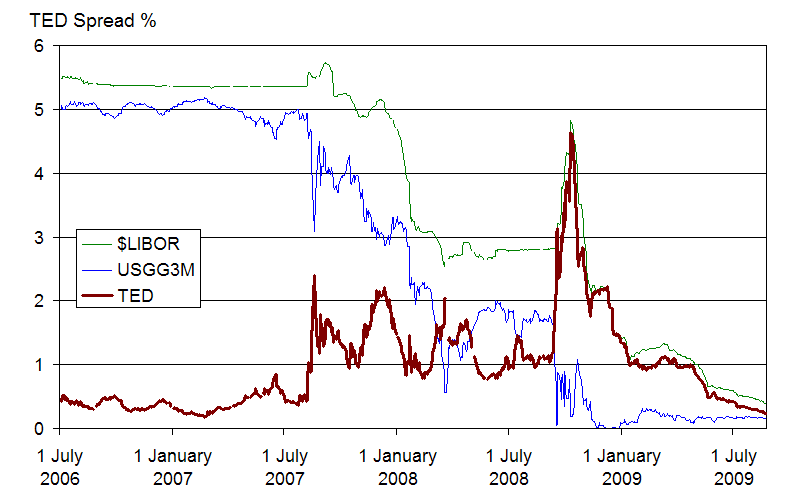

الأزمة المالية العالمية 2007–2008 التي انفجرت في سبتمبر 2008، اعتبرت الأسوأ من نوعها منذ زمن الكساد الكبير سنة 1929م، ابتدئت الأزمة أولاً بالولايات المتحدة الأمريكية ثم امتدت إلى دول العالم ليشمل الدول الأوروبية والدول الآسيوية والدول الخليجية والدول النامية التي يرتبط اقتصادها مباشرة بالاقتصاد الأمريكي، وقد وصل عدد البنوك التي انهارت في الولايات المتحدة خلال العام 2008م إلى 19 بنكاً، كما توقع آنذاك المزيد من الانهيارات الجديدة بين البنوك الأمريكية البالغ عددها 8400 بنكاً.

## المراحل الكبرى في الأزمة المالية منذ اندلاعها
نوجز المراحل الكبرى في الأزمة المالية التي اندلعت في بداية العام 2007 في الولايات المتحدة وبدأت تطال أوروبا:
- فبراير 2007م: عدم تسديد تسليفات الرهن العقاري (الممنوحة لمدينين لا يتمتعون بقدرة كافية على التسديد)، فأصبح يتكثف في الولايات المتحدة ويسبب أولى عمليات الإفلاس في مؤسسات مصرفية متخصصة.
- أغسطس 2007م: البورصات تتدهور أمام مخاطر اتساع الأزمة، والمصارف المركزية تتدخل لدعم سوق السيولة.
- أكتوبر 2007م إلى ديسمبر 2007م: عدة مصارف كبرى تعلن انخفاضاً كبيراً في أسعار أسهمها بسبب أزمة الرهن العقاري.
- يناير 2008م: الاحتياطي الاتحادي الأمريكي (البنك المركزي) يخفض معدل فائدته الرئيسية ثلاثة أرباع النقطة إلى 3.50%، وهو إجراء ذو حجم استثنائي. ثم جرى التخفيض تدريجيا إلى 2% بين شهري كانون الثاني ونهاية نيسان.
- 17 فبراير، 2008م: الحكومة البريطانية تؤمم بنك «نورذرن روك».
- مارس 2008م: تضافر جهود المصارف المركزية مجددا لمعالجة سوق التسليفات.
- مارس 2008م: بنك جي بي مورغان تشيز يعلن شراء بنك الأعمال الأمريكي «بير ستيرنز» بسعر متدن ومع المساعدة المالية للاحتياطي الاتحادي.
- 7 سبتمبر، 2008م: وزارة الخزانة الأمريكية تضع المجموعتين العملاقتين في مجال تسليفات الرهن العقاري «فريدي ماك» و«فاني ماي» تحت الوصاية طيلة الفترة التي تحتاجانها لإعادة هيكلة ماليتهما، مع كفالة ديونهما حتى حدود 200 مليار دولار.
- 15 سبتمبر، 2008م: اعتراف بنك الأعمال ليمان براذرز بإفلاسه بينما يعلن أحد أبرز المصارف الأمريكية وهو بنك أمريكا شراء بنك آخر للأعمال في بورصة وول ستريت هو بنك ميريل لينش.
- عشرة مصارف دولية تتفق على إنشاء صندوق للسيولة برأسمال 70 مليار دولار لمواجهة أكثر حاجاتها إلحاحاً، في حين توافق المصارف المركزية على فتح مجالات التسليف. إلا أن ذلك لم يمنع تراجع البورصات العالمية.
- 16 سبتمبر، 2008م: الاحتياطي الاتحادي والحكومة الأمريكية تؤممان بفعل الأمر الواقع أكبر مجموعة تأمين في العالم «أي آي جي» المهددة بالإفلاس عبر منحها مساعدة بقيمة 85 مليار دولار مقابل امتلاك 9.79% من رأسمالها.
- 17 سبتمبر، 2008م: البورصات العالمية تواصل تدهورها والتسليف يضعف في النظام المالي. وتكثف المصارف المركزية العمليات الرامية إلى تقديم السيولة للمؤسسات المالية.
- 18 سبتمبر، 2008م: البنك البريطاني «لويد تي أس بي» يشتري منافسه «أتش بي أو أس» المهدد بالإفلاس.
- السلطات الأمريكية تعلن أنها تعد خطة بقيمة 700 مليار دولار لتخليص المصارف من أصولها غير القابلة للبيع.
- 19 سبتمبر، 2008م: الرئيس الأمريكي جورج بوش يوجه نداء إلى «التحرك فوراً» بشأن خطة إنقاذ المصارف لتفادي تفاقم الأزمة في الولايات المتحدة.
- 23 سبتمبر، 2008م: الأزمة المالية تطغى على المناقشات في الجمعية العامة للأمم المتحدة في نيويورك.
- الأسواق المالية تضاعف قلقها أمام المماطلة حيال الخطة الأمريكية للإنقاذ المالي.
- 26 سبتمبر، 2008م: انهيار سعر سهم المجموعة المصرفية والتأمين البلجيكية الهولندية «فورتيس» في البورصة بسبب شكوك بشأن قدرتها على الوفاء بالتزاماتها. وفي الولايات المتحدة يشتري بنك جي بي مورغان منافسه «واشنطن ميوتشوال» بمساعدة السلطات الفدرالية.
- 28 سبتمبر، 2008م: خطة الإنقاذ الأمريكية موضع اتفاق في الكونغرس. وفي أوروبا يجري تعويم «فورتيس» من قبل سلطات بلجيكا وهولندا ولوكسمبورغ. وفي بريطانيا جرى تأميم بنك «برادفورد وبينغلي».
- 29 سبتمبر، 2008م: مجلس النواب الأمريكي يرفض خطة الإنقاذ. وبورصة وول ستريت تنهار بعد ساعات قليلة من تراجع البورصات الأوروبية بشدة، في حين واصلت معدلات الفوائد بين المصارف ارتفاعها مانعةً المصارف من إعادة تمويل ذاتها.
- أعلن بنك سيتي غروب الأميركي أنه سيشتري منافسه بنك «واكوفيا» بمساعدة السلطات الفدرالية.
- 1 نوفمبر، 2008م: مجلس الشيوخ الأميركي يقر خطة الإنقاذ المالي المعدلة.[2]

## خطة الإنقاذ المالي الأمريكية
خطة الإنقاذ المالي هي الخطة التي صاغها وزير الخزانة الأمريكية هنري بولسون، وذلك لإنقاذ النظام المالي الأمريكي، بعد أزمة الرهن العقاري، والتي ظهرت على السطح سنة 2007م، واستمرت تداعيات أزمة الرهن العقاري حتى العام 2008م. ولقد أثرت أزمة الرهن العقاري على قطاع البنوك والأسواق المالية الأمريكية مهددةً بانهيار الاقتصاد الأمريكي، وتداعي الاقتصاد العالمي.
وتهدف الخطة إلى تأمين حماية أفضل للمدخرات والأملاك العقارية، والتي تعود إلى دافعي الضرائب؛ كما تهدف إلى حماية الملكية وتشجيع النمو الاقتصادي وزيادة عائدات الاستثمارات إلى أقصى حد ممكن.
كما وضعت الخطة التي جاءت لمواجهة أخطر أزمة عقارية شهدتها الولايات المتحدة منذ تعرضها لأزمة الكساد الكبير عام 1929م، لمساعدة المقترضين الذين يواجهون صعوبات في تسديد أقساطهم عن طريق رفع سقف القروض العقارية التي بإمكانهم تقاضيها مقابل ضمانة عامة.
ولقد عارض الرئيس الأمريكي جورج بوش في بداية الأمر خطة الإنقاذ المالي، حيث اعتبرها لإنقاذ المقترضين والمقرضين الذين لا يشعرون بالمسؤولية، ولكنه بعد ذلك تراجع عن التهديد باستخدام الفيتو (حق النقض) ضد الخطة بعد قول وزير الخزانة الأميركي هنري بولسون بأن دعم الشركتين (فاني ماي وفريدي ماك) هو أمرٌ ضروريٌ لتهدئة الأسواق المحلية والخارجية.
وأعتمد مجلس الشيوخ نص خطة الإنقاذ بأغلبية 72 صوتاً مقابل معارضة 13 صوتاً عقب موافقة مجلس النواب.

### مبدأ الخطة
تقوم الخطة على شراء الديون الهالكة التي تقض مضاجع السوق المالية الأمريكية وتهدد بانهيارها، وتعود في معظمها إلى السياسة الخاطئة للرهونات العقارية التي أعتمدها المضاربون الماليون في بورصة وول ستريت. وينص القانون الذي أقره مجلس الشيوخ الأمريكي على مهلة لهذه الخطة تنتهي بتاريخ 31 ديسمبر، 2009م، مع احتمال تمديدها بطلب من الحكومة لفترة أقصاها سنتين اعتباراً من تاريخ إقرار الخطة.
وتضمنت خطة الإنقاذ أيضا جانباً خاصاً بشركتي فاني ماي وفريدي ماك كبرى شركات التمويل لقاء الرهن والمعرضتين للإفلاس، بعدما شارفتا على الانهيار مطلع شهر أغسطس. وتملك وتدعم الشركتان المتضررتان رهوناً عقارية قيمتها خمسة تريليونات دولار تعادل نحو 50% من الرهون العقارية في الولايات المتحدة.
وبموجب الخطة تضمن إدارة الإسكان الفدرالية زيادة سقف القروض التي تشتريها الشركتان إلى 625 ألف دولار.

### بنود خطة الإنقاذ المالي الأمريكية
1- السماح للحكومة الأمريكية بشراء أصول هالكة بقيمة سبعمائة مليار دولار، وتكون مرتبطة بالرهن العقاري.
2- يتم تطبيق الخطة على مراحل بإعطاء الخزينة الأمريكية إمكانية شراء أصول هالكة بقيمة تصل إلى 250 مليار دولار في مرحلة أولى، مع احتمال رفع هذا المبلغ إلى 350 مليار دولار بطلب من رئيس الولايات المتحدة الأمريكية؛ ويملك أعضاء الكونغرس الأمريكي حق النقض (الفيتو) على عمليات الشراء، والتي تتعدى هذا المبلغ مع تحديد سقفه بسبعمائة مليار دولار.
3- تساهم الدولة الأمريكية في رؤوس أموال وأرباح الشركات المستفيدة من هذه الخطة، مما يسمح بتحقيق أرباح إذا تحسنت ظروف الأسواق.
4- يكلّف وزير الخزانة بالتنسيق مع السلطات والمصارف المركزية لدول أخرى، لوضع خطط مماثلة.
5- رفع سقف الضمانات للمودعين من مائة ألف دولار إلى 250 ألف دولار لمدة عام واحد.
6- منح إعفاءات ضريبية تبلغ قيمتها نحو مائة مليار دولار للطبقة الوسطى والشركات.
7- تحديد التعويضات لرؤساء الشركات عند الاستغناء عنهم.
8- منع دفع تعويضات تشجع على مجازفات لا فائدة منها، وتحديد المكافآت المالية لمسؤولي الشركات الذين يفيدون من التخفيضات الضريبية بخمسمائة ألف دولار.
9- استعادة العلاوات التي تم تقديمها على أرباح متوقعة لم تتحقق بعد.
10- يشرف مجلس مراقبة على تطبيق الخطة، ويضم هذا المجلس رئيس الاحتياطي الاتحادي ووزير الخزانة ورئيس الهيئة المنظمة للبورصة.
11- يحافظ مكتب المحاسبة العامة التابع للكونغرس على حضور الاجتماعات الدورية في الخزانة، وذلك لمراقبة عمليات شراء الأصول والتدقيق في الحسابات.
12- تعيين مفتش عام مستقل لمراقبة قرارات وزير الخزانة.
13- يدرس القضاء القرارات التي يتخذها وزير الخزانة.
14- اتخاذ إجراءات ضد عمليات وضع اليد على الممتلكات.

### الآراء المؤيدة لخطة الإنقاذ
1- بعض الاقتصاديين اعتبر الخطة علاجاً جراحياً يقدّم حلاً شاملاً من خلال إنقاذ الوضع المالي وضمان عدم انتقال المشكلات التمويلية إلى الشركات لتقتصر كما هي الآن على القطاع المالي فقط.
2- تضمن الخطة استمرارية الثقة في البنوك الأميركية.
3- تقدم الخطة علاجاً للمشكلات من حيث معاقبة من كانوا مسؤولين ثم إيجاد الحلول لسد الثغرات المتعلقة بارتفاع أسعار العقارات بعدما جرت البنوك وراء الأسعار المرتفعة، كما تؤكد ضرورة تحديد دور أسواق المال والمضاربات بالنسبة لبيع الأوراق الآجلة.
4- ستساعد الخطة شركات القطاع المصرفي لأن نظام التأمين على الودائع في أميركا يغطي ودائع الأفراد فقط ولا يوجد تعويضات للشركات.

### الآراء المعارضة لخطة الإنقاذ
- يرى الكثير من الأمريكيين أنه يتعين على بورصة وول ستريت أو حي المال الأميركي أن يقوم
بحل مشكلاته بنفسه.
- يبدي الكثير من الأميركيين نواباً ومواطنين خشيتهم من الثمن الذي سيتحمله دافعو الضرائب الأمريكيون.
- يعتقد عدد كبير من الأمريكيين بأنه لا توجد ضمانات كافية لإنجاح الخطة، ويعتبرونها تبديداً للأموال العامة.
- ستفيد الخطة البنوك على المدى القصير في التخلص من أعباء الديون المعدومة والاستثمارات العاطلة، لكن مع وجود شكوك في إمكانية أن تعود أسعار هذه الأصول إلى الارتفاع في المستقبل.
- بعض النواب والأعيان في الكونغرس تحفّظوا على قيمة الخطة البالغة سبعمائة مليار دولار.
- بعض النواب طالبوا بالحصول على تأكيدات وضمانات بأن الخطة ستفيد أصحاب المنازل الأميركيين العاديين، كما ستفيد بورصة وول ستريت.
- الخطة ستمنح الإدارة الأمريكية هامشاً كبيراً في تحديد المؤسسات المالية التي ستستفيد منها، بدون استبعاد صناديق الاستثمار التي تنطوي على مجازفات.

### إقرار خطة الإنقاذ بالكونغرس
1- عُرِضت خطة الإنقاذ على مجلس النواب في الكونغرس الأمريكي يوم الاثنين الموافق 30 أيلول، 2008م، فرفضها 228 نائبا مقابل 205 نائب.
2- وافق مجلس الشيوخ على خطة الإنقاذ بعد إدخال بعض التعديلات عليها، وكانت نتيجة التصويت التي جرت يوم الخميس الموافق 2 تشرين الأول، 2008م: 74 سيناتوراً مؤيداً مقابل 25 معارضاً.
3- مجلس النواب يقر الخطة بعد إدخال تعديلات عليها يوم الجمعة الموافق 3 تشرين الأول، 2008م. كانت نتيجة التصويت الذي جرى بعد خمسة أيام من رفضها الأولي، تأييد 263 نائب مقابل 171 معارضاً لها.

### آراء حكام وقادة العالم في خطة الإنقاذ المالي
- الرئيس الأمريكي جورج بوش: «الخطة ستساعد في حماية الاقتصاد الأميركي والأسر والشركات الصغيرة في أمريكا، وهي أساسية للأمن المالي للولايات المتحدة ومساعدة الأسر الأمريكية التي تحتاج للقروض من أجل شراء منزل أو تمويل الدراسات العليا لأبنائها، ومساعدة الشركات الصغيرة على دفع فواتيرها، ومن غير الممكن التخلي عن كل مؤسسات وول ستريت حتى ولو كانت تستحق الانهيار».
- وزير الخزانة الأمريكي هنري بولسون: «الخطة ستساعد على حماية الاقتصاد المحلي لجعل الأمريكيين واثقين من حصولهم على الأموال اللازمة لإيجاد فرص عمل وضمان استمرار الأعمال».
- رئيس البنك المركزي الأوروبي جان كلود تريشيه: «لا بد من إقرار الخطة من أجل الولايات المتحدة ومن أجل صناعة المال العالمية».
- رئيس مجلس وزراء المالية لدول منطقة اليورو جان كلود يونكر: «على واشنطن إقرار الخطة التي ستسمح للخزانة الأمريكية بشراء الأصول مرتفعة المخاطر المرتبطة بسوق الرهن العقاري من البنوك».
- وزير المالية الروسي أليكسي كودرين: «على واشنطن تحمل مسؤولياتها تجاه الدول الأخرى وخطة وزير الخزانة الأمريكي هنري بولسون ضرورية».
- مرشح الرئاسة الأمريكية الجمهوري جون ماكين: «عدم تحرك الكونغرس لإقرار خطة الإنقاذ المالي وضع جميع الأمريكيين والاقتصاد برمته في مواجهة خطر كبير جداً. الشركات الأمريكية لا يمكنها الاقتراض لتمويل نشاطاتها وتسديد ما يترتب عليها، وإذا لم نتحرك فإن الكثير منها سينهار».
- المتحدث باسم المفوضية الأوروبية يوهان لايتنبرغر: «الاتحاد الأوروبي أصيب بخيبة أمل إزاء رفض مجلس النواب الأمريكي خطة الإنقاذ المالي للبنوك والمؤسسات المتعثرة والمقدرة بسبعمائة مليار دولار، خطة الإنقاذ لا ترتبط بمصير مؤسسات الولايات المتحدة فحسب بل أيضا بمصير باقي العالم».
- رئيس الوزراء البريطاني جوردون براون: «لا بد من دعم عالمي لخطة الإنقاذ المالي الأمريكية، والولايات المتحدة تستحق مساعدة دول العالم الأخرى».
- الرئيس البرازيلي لويس إيناسيو لولا داسيلفا: «الولايات المتحدة تتحمل مسؤولية الأزمة المالية الحالية... ليس من العدل أن تدفع دول في أميركا الجنوبية وأفريقيا وآسيا ثمن مسؤوليات يجب أن يتحملها القطاع المالي في أميركا الشمالية».[3]

## الأزمة الاقتصادية: هل هي حقيقية أم مفتعلة؟
إن الأزمة الاقتصادية التي حدثت في سنة 2008م هي حقيقية، ولو كانت الأزمة حكومية لقيل عنها أنها مفتعلة ولكنها نشأت من المؤسسات الخاصة، حيث أن المواطن الأمريكي كان يقترض من البنك حتى يشتري من الشركات العقارية بيتاً له عن طريق البطاقات الائتمانية (والذي يدعى الفيزا كارد). وكان سداد القروض العقارية يتم عن طريق البنوك التي تعتمد على أسعار الفائدة في تعاملاتها المالية. وكان سعر الفائدة يزيد بزيادة سعر العقار لكل سنة، وأدى ذلك في النهاية إلى عدم قدرة المواطن الأمريكي على سداد الرهن العقاري وعدم القدرة على الالتزام بالدفعات التي ألزم بها (وقد دُعِيَ هذه الأزمة بأزمة الرهن العقاري)؛ مما أدى بالتالي إلى انعدام السيولة في البنوك، وعدم القدرة على تمويل المشاريع الجديدة وانخفاض الطلب مع زيادة العرض، ومن ثم إعلان إفلاسها بشكل تدريجي مما أدى إلى كساد اقتصادي عالمي جديد.

## إلى متى تستمر الأزمة المالية؟
رغم ضخ الحكومات للأموال مباشرة في البنوك، والخطط التي وضعها بوش للإنقاذ المالي، إلا أنها مستمرة ولم تتأثر البورصات إلا إلى ارتفاع طفيف في المؤشر العام، وبعض الدول أدى إلى إفلاسها. إننا في مسار واضح والأزمة المالية إلى استمرارية حتى لو قدمت لها كل الحلول لان عددا من البلدان مثل الصين وإيران وروسيا لم يتأثر اقتصادها بل على العكس تماما مؤشر بكين زاد ارتفاعاً وذلك لان اقتصاد هذه الدول لم يكن مرتبطا بالاقتصاد الأمريكي. بينما في الدول الخليجية ينصح الاقتصاديون استبدال العملة الأمريكية «الدولار» إلى عملات أخرى ومتعددة حتى لا يؤثر عليها في أزمات قد تعصف بالدول الخليجية هي بغنى عنه.

## دخول الركود
بعد معاناة طويلة للاقتصادات العالمية اعلنت الدول الصناعية الكبرى الثمانية دخول اقتصادتها الركود التي حاولت الحكومات جاهدة تفاديه وقد أعلن الركود بعد أن ظهرت بيانات انكماش للربع الثالث من عام 2008 بنسبة 0.5 لكل من اقتصاد الولايات المتحدة واليابان وبريطانيا وأيطاليا وألمانيا وكندا وقد أعلنت روسيا في 12 ديسمبر انها دخلت الركود واعلنت دول ثانية.

## وصلات خارجية
- خطورة الأزمة المالية الأميركية على الاقتصاد العالمي
- الإعصار المالي